# Phlebophyllum apricum
Phlebophyllum apricum là một loài thực vật có hoa trong họ Ô rô. Loài này được (Hance) Benth. miêu tả khoa học đầu tiên năm 1853.